# Bedsted (Thy)
 For alternative betydninger, se Bedsted. (Se også artikler, som begynder med Bedsted)
Bedsted er en lille by i Thy med 718 indbyggere  (2024), beliggende i Bedsted-Grurup Sogn ca. 25 kilometer syd for Thisted. Byen hører til Thisted Kommune og ligger i Region Nordjylland. Bedsted er stationsby på Thybanen, som blev anlagt omkring 1880.
Bedsted by lå tidligere i Bedsted Sogn, men i 2018 blev Grurup sogn lagt sammen med Bedsted Sogn og blev til Bedsted-Grurup Sogn
Byens kro, Bedsted Kro, – med det oprindelige navn Bedsted Stationskro – blev bygget i 1881, samtidig med jernbanen og Bedsted Thy Station. Forsamlingshuset, Bedsted Og Omegns Aktivitetshus, har til huse i et nedlagt plejehjem, og lokalerne er nyrenoverede i 2007. Byen har også en kirke, Bedsted Kirke.

## Historie
I 1875 blev byen beskrevet således: "Bedsted med Kirke, Præstegaard og Skole".
Omkring århundredeskiftet blev byen beskrevet således: "Bedsted (1357: Bilstæth) med Kirke, Præstegd., Skole (vestre Sk.), Fattiggaard for Bedsted-Grurup Komm. (opr. 1888, Plads for 26 Lemmer), Missionshus (opf. 1896), Savskæreri, Mølle, Teglværk, Købmandsforretn., Haandværkere, m. m., Kro, Jærnbane-, Telegraf- og Telefonstation samt Postekspedition".

## Bedsted og postnumre
Bedsted har postnummer 7755 Bedsted Thy. I postadressen er navnet "Thy" tilføjet bynavnet Bedsted for at skelne byen fra Bedsted Lø (Lø for Løgumkloster) i Sønderjylland, en by som dog ikke længere har sit eget postnummer, men indgår i 6240 Løgumkloster.
I perioden 1970-2006 var Bedsted den nu nedlagte Sydthy Kommunes næststørste by efter Hurup.